# Javine Corona
Javine Corona est une corona, formation géologique en forme de couronne, située sur la planète Vénus par -5,5° S et 251,2° E. Elle est localisée dans le quadrangle de Galindo. Elle a été nommée en référence à Javine, déesse lituanienne de la moisson. 

## Géographie et géologie
Javine Corona couvre une surface circulaire d'environ 450 km de diamètre. Cette formation fait partie des 59 coronae de plus de 400 km de diamètre sur la surface de Vénus.